# Aleksandr Morozévitx
Aleksandr Serguéievitx Morozévitx (en rus: Александр Сергеевич Морозе́вич); nascut el 18 de juliol de 1977, és un jugador d'escacs rus, que té el títol de Gran Mestre des de 1994.
Morozévitx ha estat un dels millors jugadors del món durant la darrera dècada, i va arribar a ser el número 2 mundial, a la llista d'Elo de la FIDE de juliol de 2008. És conegut pel fet d'emprar obertures inusuals, com per exemple la defensa Txigorin (1. d4 d5 2. c4 Cc6), i més recentment el contragambet Albin (1.d4 d5 2.c4 e5); ambdós sistemes són molt difícils de veure al màxim nivell. També és ben conegut pel fet que prefereix el joc complicat abans que les posicions senzilles. Degut al seu estil arriscat i espectacular, que provoca relativament poques taules, en Morozévitx és molt popular entre els aficionats.
Tot i que es manté inactiu des del juliol de 2019, a la llista d'Elo de la FIDE del desembre de 2021, hi tenia un Elo de 2659 punts, cosa que en feia el jugador número 23 de Rússia, i el 90è millor jugador al rànquing mundial. El seu màxim Elo va ser de 2788 punts, a la llista de juliol de 2008.
|  |

## Resultats destacats en competició
Entre els seus resultats més notables hi ha una puntuació de 7½/10 a l'Olimpíada d'escacs de 2000 (guanyant una medalla de bronze per la seva actuació individual al segon tauler, i assolint la millor performance Elo amb 2803.7) i una puntuació de 7/11 a l'Olimpíada d'escacs de 2002; un primer lloc al torneig Melody Amber els anys 2002, 2004 (empatat amb Kràmnik) i 2006 (empatat amb Anand); el primer lloc al Torneig de Biel tres cops: 2003, 2004 i 2006; i dues victòries al Campionat de Rússia (1998 i 2007).
La seva primera victòria en un torneig internacional fou el 1994, quan a l'edat de 17 anys va guanyar el Torneig del Lloyds Bank a Londres, amb una puntuació espectacular de 9½ sobre 10. El mateix any va guanyar també el Torneig Magistral de Pamplona, superant Vadim Zviàguintsev, una victòria que repetí més tard el 1998, superant Michał Krasenkow.
El 1994 va vèncer en el Torneig Magistral de Pamplona, per davant de Vadim Zviàguintsev
El 1997 Morozévitx era el principal favorit per guanyar el Campionat del món juvenil, però va ser derrotat per qui seria finalment campió, l'estatunidenc Tal Shaked en un mat d'alfil i cavall. El mateix any, va participar en el Campionat del món de la FIDE per sistema K.O.; a la primera ronda va eliminar l'exCampió del món Vassili Smislov, però a la segona ronda fou eliminat per Lembit Oll.
El 1999 va jugar el seu primer torneig d'elit, el Bòsnia de Sarajevo, i hi acabà en 4t lloc, amb 5½ de 9 punts.
A començaments de 2000 va participar en el Torneig Corus a Wijk aan Zee i hi acabà 5è sobre 14 jugadors, rere el campió Kaspàrov i Kràmnik, Anand i Leko. El mateix any va participar en el Campionat del món de la FIDE per sistema K.O. jugat a Nova Delhi. Degut al seu elevat rànquing, es preclassificà directament per la segona ronda, en què eliminà Gilberto Milos per 2:0, a continuació, va eliminar Ievgueni Vladímirov a la tercera ronda, per 1½ : 0½, però fou eliminat a la quarta ronda per Vladislav Tkatxov.
Al Campionat del món de la FIDE de 2001, també per sistema K.O., celebrat a la seva ciutat natal (Moscou), en Morozévitx va eliminar successivament en Nugzar Zeliakov, en Krishnan Sasikiran i en Mikhaïl Gurévitx abans de perdre al desempat en quarta ronda contra el qui seria finalment guanyador de la competició, Ruslan Ponomariov.
El setembre de 2005, va participar en el Campionat del món de la FIDE de 2005 a San Luis, Argentina, quedant en quarta posició, rere Vesselín Topàlov, Viswanathan Anand i Piotr Svídler. Posteriorment empatà al segon lloc amb Dmitri Iakovenko a la Superfinal del 58è Campionat de Rússia, celebrat a Moscou entre el 18 i el 30 de desembre de 2005; el torneig el guanyà Serguei Rublevski. Al torneig de GM de Biel de 2006 hi acabà primer, per damunt de Magnus Carlsen.
El desembre de 2006, va guanyar el fort torneig Ciudad de Pamplona amb una puntuació de 6/7 punts i una performance Elo de 2951. El 2007 compartí la segona plaça amb Magnus Carlsen rere Anand al Torneig de Linares.
El seu resultat al Campionat del món a San Luis li va permetre de classificar-se directament pel Campionat del món de 2007, on hi va fer 6/14 punts, i fou l'únic jugador que aconseguí vèncer el Campió del món regnant, Vladímir Kràmnik (i que fou també l'única derrota de Kràmnik l'any 2007).
El desembre de 2007 en Morozévitx va guanyar el Campionat de Rússia, un torneig en què va obtenir una sèrie de 6 victòries consecutives, un fet poc habitual en competicions d'aquest nivell.
El juny de 2008 va guanyar el Torneig de Bòsnia amb un marge de 1½ punts per sobre del segon. L'agost de 2008 empatà als llocs 2n-5è al Memorial Tal, després d'haver liderat el torneig durant les primeres rondes. Tot i que era oficialment el quart millor jugador mundial, va escalar fins al número u de la classificació provisional durant el torneig, tot i que tornà a caure al quart lloc en acabar la competició.
Entre l'agost i el setembre de 2011 participà en la Copa del món de 2011, a Khanti-Mansisk, un torneig del cicle classificatori pel Campionat del món de 2013, i hi va tenir una raonable actuació. Avançà fins a la tercera ronda, quan fou eliminat per Aleksandr Grisxuk (½-1½).
L'agost de 2013 participà en la Copa del Món de 2013, on va tenir una actuació regular, i arribà a la quarta ronda, on fou eliminat per Ievgueni Tomaixevski 4½-3½.
El novembre de 2015 guanyà el Magistral de Barcelona de 2015 amb 3 punts de 5, els mateixos punts que Axel Bachmann però amb millor desempat, malgrat la derrota contra amb aquest a la darrera ronda. El setembre de 2016 empatà al primer lloc en el campionat de ràpides de Moscou, amb Borís Gratxov.

### Competicions per equips
En Morozévitx ha tingut grans èxits en competicions per equips: a les Olimpíades d'escacs hi ha guanyat la medalla d'or amb l'equip rus en tres ocasions (1998, 2000, 2002), una d'argent (2004) i una de bronze (1994).
També va guanyar la medalla d'or al Campionat del món per equips de 2005, quan va guanyar el punt decisiu en vèncer el representant de l'equip xinès en la darrera ronda. També ha guanyat dues medalles d'or als Campionat d'Europa per equips (2003 i 2007).

### Escacs a la cega
Morozévitx és considerat un dels millors jugadors d'escacs a la cega del món. S'ha guanyat aquesta reputació principalment als importants torneigs “Amber” a la cega, en què cada any hi participen els millors jugadors del món:

2002 primer 9/11, 2003 segon empatat 7/11, 2004 primer 8½/11, 2005 segon empatat 6/11, 2006 primer 9½/11, 2007 segon empatat 7/11, 2008 primer empatat 6/11 i el 2009 quart, empatat amb Anand 6½/11.